# Voivod Lives
Voivod Lives, prodotto nel 2000 dalla Metal Blade Records, è il primo dal vivo pubblicato della band canadese thrash metal Voivod.

## Tracce
Nota: tutte le tracce sono state scritte dai Voivod tranne dove indicato.
1. Insect – 5:31
2. Tribal Convictions – 5:37
3. Nanoman – 5:07
4. Nuclear War – 5:20
5. Planet Hell – 4:17
6. Negatron – 7:26
7. Project X – 4:41
8. Cosmic Conspiracy – 6:55
9. Ravenous Medicine – 4:34
10. Voivod – 4:37
11. In League With Satan (Lant, Dunne, Bray)  – 5:11
12. The Prow – 4:05
13. Forlorn – 6:51

## Formazione
- Eric Forrest - voce, basso
- Denis D'Amour - chitarra
- Michel Langevin - batteria